# Rolão Preto

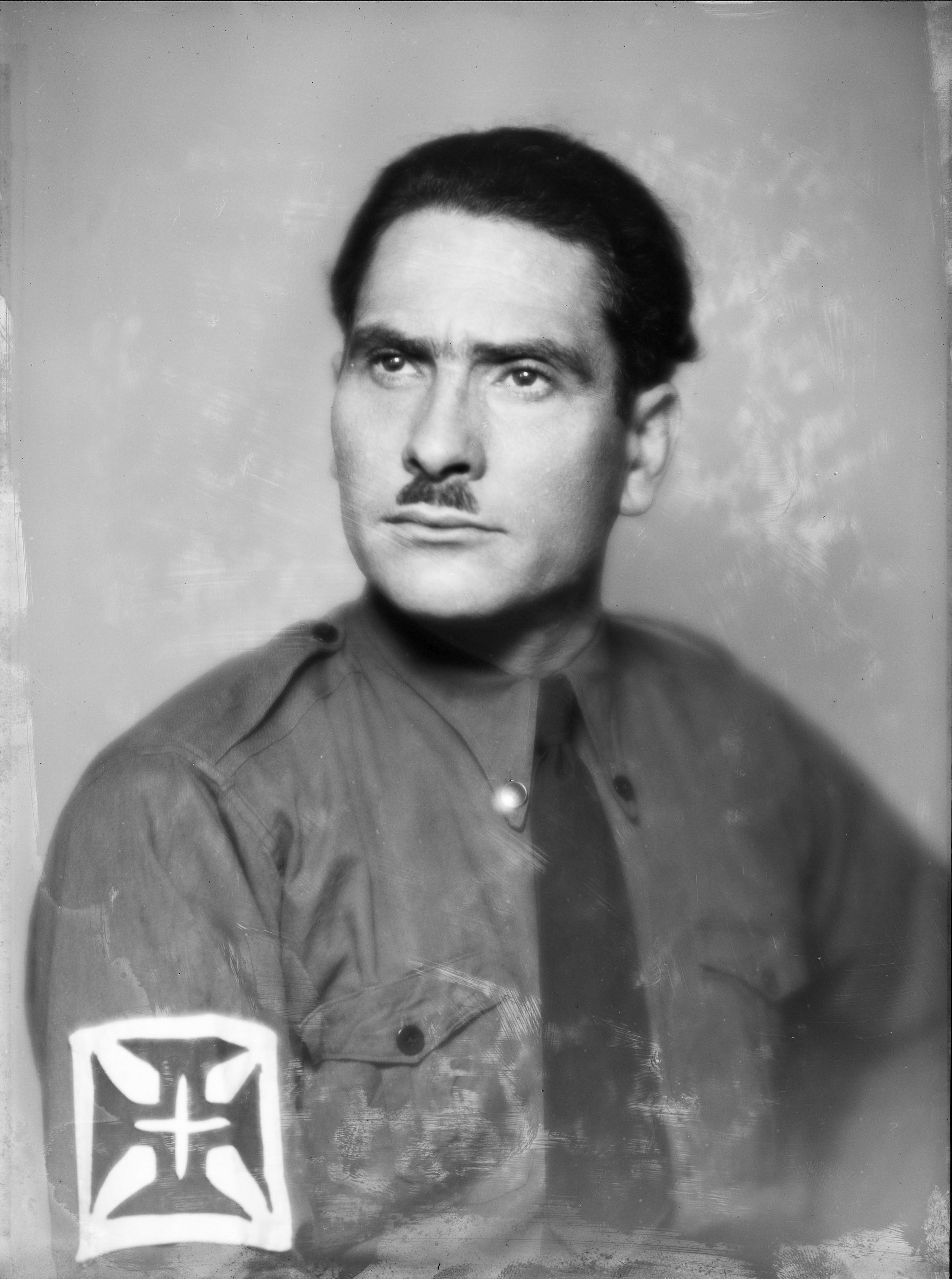
Rolão Preto

Rolão Preto (Gavião, 27 februari 1893 – Lissabon, 18 december 1977) was een Portugees politicus. Hij studeerde rechten aan de Universiteit van Lissabon. Hij was aanvankelijk lid van de monarchistische Itegralismo Lusitano (1914-1926). Deze beweging verliet hij in 1926, uit onvrede over haar passieve beleid na de Nationale Revolutie van 1926. Daarna accepteerde hij het leiderschap van de Beweging van de 28ste mei, die in 1932 werd omgedoopt in de Nationaal-Syndicalistische Beweging (Movimento Nacional-Sindicalista). De MNS had een sterke fascistische vleugel, waartoe ook Preto kon worden gerekend. Anno 1933 bepaalde deze vleugel het beleid van de beweging. Vanaf 1932 was Preto tevens hoofdredacteur van Revolução.
In 1933 werd in Portugal de 'Nieuwe Staat' geproclameerd door premier Antonio de Oliveira Salazar. Portugal werd vervolgens op corporatistische wijze geregeerd. Hoewel de Nationale Unie van Salazar de enige toegestane politieke beweging werd, tolereerde hij Preto's MNS, vanwege de vriendschap tussen de beide heren. 
Preto zocht steeds meer toenadering tot de linkse oppositie tegen het regime van Salazar. Zijn fascisme, dat duidelijk links gekleurd was en geleek op dat van José Antonio Primo de Rivera in Spanje, vond Salazars regime te rechts en Preto streefde naar betere lonen voor de arbeiders en de lagere middenklasse, om zo hun bestaan te verbeteren. Dit leidde tot een breuk met Salazar. In juli 1934 probeerde Preto samen met de linkse-socialisten om de regering van Salazar omver te werpen en een links-fascistische staat te stichten. Salazar wist dit echter te voorkomen en Preto vluchtte naar Spanje waar hij José Antonio Primo de Rivera ontmoette en hem hielp bij het opstellen van het programma van de Falange Española. 
In 1945 keerde Preto naar Portugal terug en werd een van de oprichters van de Democratische Unie Beweging, de gezamenlijke oppositie van de democratische partijen tegen het regime van Salazar. In de tussentijd schreef hij kritieken op zijn in 1922 verschenen werkje over Mussolini, die hij toen nog bewonderde, maar over wie hij nu sceptisch was. In 1958 steunde hij de democratische presidentskandidaat Humberto Delgado. In de jaren zeventig leidde hij een liberale monarchistische partij.
Wegens zijn kritiek en oppositie tegen het Salazar-bewind, werd hij postuum onderscheiden met de Orde van Infante Don Henrique (1993).
- Biblioteca Nacional de España: XX5526484
- Bibliothèque nationale de France: cb127722829 (data)
- Catàleg d'autoritats de noms i títols de Catalunya: 981058508076806706
- Gemeinsame Normdatei: 1104969335
- International Standard Name Identifier: 0000 0001 1753 1789
- Library of Congress Control Number: no2001033956
- Nationale Bibliotheek van Tsjechië: jo20211129707
- Nationale Bibliotheek van Israël: 987007341525805171
- Nederlandse Thesaurus van Auteursnamen: 151453403
- Système universitaire de documentation: 061595934
- Virtual International Authority File: 26711492
- WorldCat: E39PBJrKXpqmmHdDCkpk9hWqwC